# Irecê Airport
Irecê Airport är en flygplats i Brasilien.   Den ligger i kommunen Irecê och delstaten Bahia, i den östra delen av landet, 800 km nordost om huvudstaden Brasília. Irecê Airport ligger 777 meter över havet.
Terrängen runt Irecê Airport är platt. Närmaste större samhälle är Irecê, 4,1 km norr om Irecê Airport.
Omgivningarna runt Irecê Airport är huvudsakligen savann. Runt Irecê Airport är det ganska tätbefolkat, med 108 invånare per kvadratkilometer.